# Sequentiemotief
Een sequentiemotief is een bepaald deel van een nucleïnezuur (DNA of RNA) of van een eiwit, dat op verschillende plaatsen (DNA) of op verschillende moleculen (RNA en eiwit) terugkeert en dat een biologische werking heeft. Vaak komt er een zekere variatie in de sequentie voor. In die gevallen is het zinvol een consensussequentie vast te stellen, die de sequentie minder sterk definieert en op bepaalde plaatsen alternatieven toelaat.
Een sequentiemotief verschilt van een structuurmotief, dat een driedimensionale structuur heeft.

## Voorbeeld

### DNA-motief
Een voorbeeld van een DNA-motief is het κB-motief, dat een consensussequentie heeft met de volgende structuur: 
5'-GGGRNNYYCC-3'
Het DNA is hier van het 5'- tot het 3'-einde weergegeven, waarbij G voor een guaninenucleotide, R voor een purinenucleotide, Y voor een pyrimidinenucleotide, C voor een cytosinenucleotide, en N voor een willekeurig nucleotide staat.
Het κB-motief komt voor in het regulerende gebied van talrijke genen en wordt door de transcriptiefactor NF-κB (nuclear factor 'kappa-light-chain-enhancer' of activated B-cells) herkend. Een binding van het κB-motief aan het gen versnelt in de meeste gevallen de  transcriptie.